# Ерлінсбах (Золотурн)
Ерлінсбах (нім. Erlinsbach SO) — громада  в Швейцарії в кантоні Золотурн, округ Госген.

## Географія
Громада розташована на відстані близько 70 км на північний схід від Берна, 45 км на північний схід від Золотурна.
Ерлінсбах має площу 8,9 км², з яких на 13,7% дозволяється будівництво (житлове та будівництво доріг), 43,3% використовуються в сільськогосподарських цілях, 40,5% зайнято лісами, 2,6% не є продуктивними (річки, льодовики або гори).

## Демографія
2019 року в громаді мешкало 3555 осіб (+11,4% порівняно з 2010 роком), іноземців було 15,9%. Густота населення становила 401 осіб/км².
За віковим діапазоном населення розподілялося таким чином: 21,5% — особи молодші 20 років, 59,5% — особи у віці 20—64 років, 19% — особи у віці 65 років та старші. Було 1529 помешкань (у середньому 2,3 особи в помешканні).
Із загальної кількості 719 працюючих 45 було зайнятих в первинному секторі, 153 — в обробній промисловості, 521 — в галузі послуг.